# Go!Cam

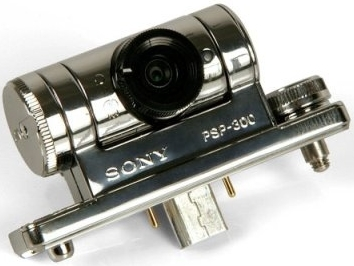
Sony PSP Go!Cam (PSP-300)

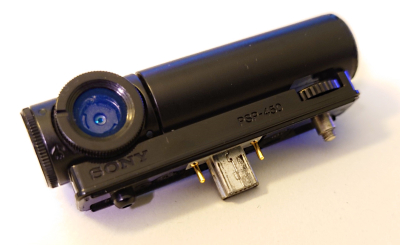
Sony PSP Go!Cam (PSP-450)

Die Go!Cam (Modell PSP-300) ist eine ansteckbare Digitalkamera von Sony für die Spielekonsole PlayStation Portable. In Japan wurde die Kamera am 2. November 2006 unter dem Namen Chotto Shot (ちょっとショット „schneller Schuss“) für 5000 Yen (inkl. Steuern) veröffentlicht. In den Ländern mit PAL-Standard ist sie am 29. Mai 2007 als Go!Cam veröffentlicht worden.
Die Kamera wird mit Hilfe einer Schraube an den USB-Anschluss an der Oberseite der PSP befestigt. Es handelt sich dabei um eine Kamera mit 1,3 Megapixeln, welche also Fotos in einer Auflösung von bis zu 1280 × 960 Pixeln schießt, ähnlich den Kameras in älteren Handys. Mit der Kamera können auch Videos inkl. Tonspur im MP4-Format aufgenommen werden, die auf der PSP angesehen werden können. Abhängig von der Firmware sind Aufnahmen von bis zu 15 Sekunden Länge (bis Firmware 2.82) oder in nur von der Kapazität des Memory Sticks bestimmter Länge möglich. Da die Kamera um 180° schwenkbar ist, ist es möglich, sowohl den Bereich hinter der PSP aufzunehmen als auch sich selbst.
Der Kamera liegt in der japanischen Ausgabe eine UMD bei, mit deren Hilfe Fotos und Videos editiert werden können. Bis zur Firmware 2.82 der PSP muss diese UMD eingelegt sein, um die Kamera benutzen zu können. Ab der Firmware 3.00 ist die UMD zum Aufnehmen nicht mehr nötig, nur noch zum Bearbeiten der Aufnahmen.
Die europäische Version enthält diese UMD jedoch nicht, die Go!Edit genannte Software kann jedoch seit dem 25. Mai 2007 inklusive Kurzanleitung per Internet bezogen werden.
Die PSP-Kamera kann über den Menüpunkt „Kamera“ im Menü „Foto“ verwendet werden (ab Firmware 3.00). Die Fotos und Videos werden in die entsprechenden Ordner des Memory Sticks gespeichert und können folglich über das Menü der PSP betrachtet werden.
Modell PSP-450 hat nur noch eine Auflösung von 0,3 Megapixel. Diese liegt dem Spiel Invizimals bei und benötigt mindestens OFW 6.10.

## Technische Daten
| Kenngröße               | Daten |
| ----------------------- | --- |
| Plattform               | PlayStation Portable (PSP) |
| Maße (mm)               | 45 × 27,3 × 16 |
| Gewicht                 | 15 g |
| Schnittstelle           | USB 2.0 mit Mini-B-Stecker (5-polig) |
| Auflösung Foto (Pixel)  | 480 × 272; 320 × 240; 640 × 480; 1280 × 960 |
| Auflösung Video (Pixel) | 480 × 272 (bei 30 fps) |
| Linse                   | Weitwinkellinse F2.8 |
| Zoom                    | digital |
| Modi Foto               | Makro 40 cm – ∞ (optimal 7 cm), Nachtsichtmodus, Selbstauslöser (nach 5, 15, 30, oder 60 Sekunden, optional mit akustischem Countdown), „Dogwatch“-Modus (Kamera nimmt bei Geräusch automatisch ein Foto auf. Leider nicht bei Bewegung) |
| Modi Video              | Makro 40 cm – ∞ (optimal 7 cm), Nachtsichtmodus, automatisch alle 0,5, 1, 10 oder 30 Sekunden ein Foto aufnehmen und zu einem Film verbinden, automatisch 450, 90, 15, oder 4 aufgenommene Bilder zu einem Film verbinden. (Die Filmlänge ist im XMB auf 2 GB bzw. 3,55 h begrenzt. Im GoEdit Programm liegt die maximale Videolänge bei winzigen 15 Sekunden.) |
| Audio                   | PCM linear, mono per Mikrofon |
| Sonstiges               | Kalender, drei Hintergrund-Lieder (während Slideshow oder Review-Modus aktivierbar), vier Überblendungen zwischen Bilder und Videos im Review-Modus, vier verschiedene Intervalle zum Weiterschalten der Fotos im Review-Modus (5 oder 15 Sekunden, 1 oder 10 Minuten), Anzeige des Zeitpunkts der Aufnahme                                                     |